# Aomori
Aomori (青森市, Aomori-shi) är en japansk stad och är belägen vid Mutsuviken på den norra delen av ön Honshu. Den är administrativ huvudort för prefekturen Aomori och har strax under 300 000 invånare. Aomori fick stadsrättigheter 1 april 1898 och stadens utbredning har sedan vuxit genom sammanslagningar med omgivande samhällen, senast med Namioka i april 2005. Sedan 2006
har Aomori status som kärnstad (japanska: 中核市?, Chūkakushi) enligt lagen om lokalt självstyre.

## Kommunikationer

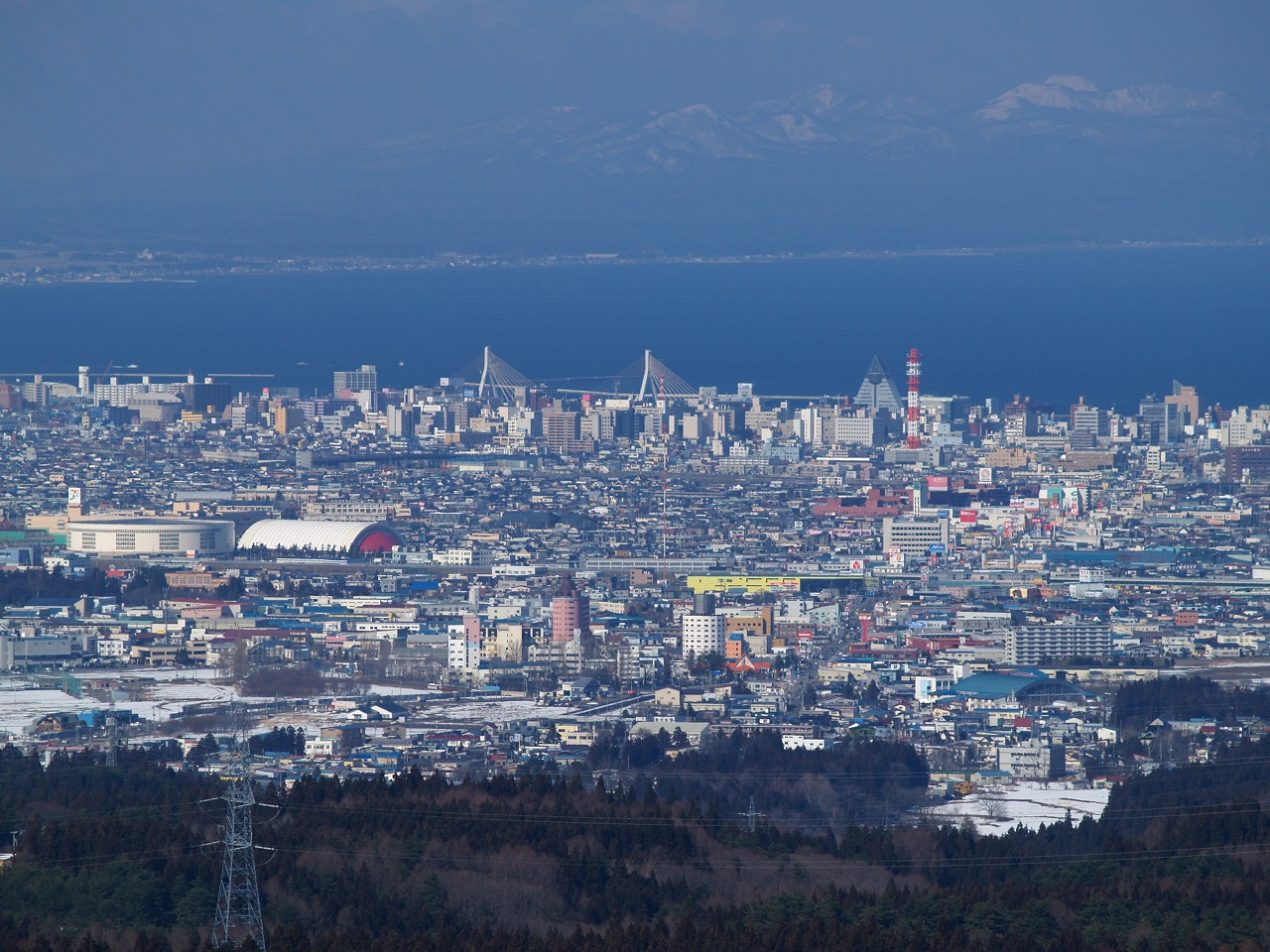
Vy över Aomori.

Aomori har två järnvägsstationer; dels Aomori som används av de lokala järnvägslinjerna, dels Shin-Aomori, "Nya Aomori", ca 4 km väster om Aomori station, som används av Shinkansen. Det finns lokaltåg mellan de båda stationerna.
Tohoku Shinkansen förlängdes 82 km den 4 december 2010, från Hachinohe till Shin-Aomori och ger Aomori direkt förbindelse med höghastighetståg till Tokyo.
Hokkaido Shinkansen, 149 km lång, från Shin-Aomori station till Shin-Hakodate-Hokuto utanför Hakodate på Hokkaido invigdes den 26 mars 2016. Linjen använder  Seikantunneln mellan Honshu och Hokkaido. Det är genomgående tåg mellan Tohoku Shinkansen och Hokkaido Shinkansen. 